# Lusttjärnen, Jämtland
Lusttjärnen är en sjö i Strömsunds kommun i Jämtland och ingår i Ångermanälvens huvudavrinningsområde. Sjön har en area på 0,0701 kvadratkilometer och ligger 413,1 meter över havet.

## Delavrinningsområde
Lusttjärnen ingår i det delavrinningsområde (714468-145164) som SMHI kallar för Utloppet av Stubbvattnet. Medelhöjden är 419 meter över havet och ytan är 2,14 kvadratkilometer. Räknas de 11 avrinningsområdena uppströms in blir den ackumulerade arean 44,29 kvadratkilometer. Öster-Svevan som avvattnar avrinningsområdet har biflödesordning 4, vilket innebär att vattnet flödar genom totalt 4 vattendrag innan det når havet efter 281 kilometer. Avrinningsområdet består mestadels av skog (80 procent). Avrinningsområdet har 0,43 kvadratkilometer vattenytor vilket ger det en sjöprocent på 20,2 procent.